# Alexfloydia
Alexfloydia, monotipski rod jednosupnica iz porodice trava smješten u podtribus Cenchrinae, dio tribusa Paniceae. Jedina je vrsta trajnica A. repens, raširena po australskoj državi Novi Južni Wales.
Rod je ime dobio u čast australskog botaničara Alexandera Floyda